# Helikazy

Schemat replikacji DNA u eukariontów. Helikaza oznaczona jest kolorem zielonym

Helikazy – grupa enzymów, koniecznych dla wielu procesów związanych z udziałem DNA i RNA. Helikaza umożliwia transkrypcję, replikację oraz naprawę DNA.  
Helikazy łączą się z podwójną helisą DNA, sparowanymi nićmi RNA lub hybrydami DNA-RNA, rozplątują je i rozrywają wiązania wodorowe pomiędzy zasadami azotowymi, powodując rozdzielenie nici. 
Nieodpowiednie działanie helikaz jest odpowiedzialne za wiele chorób genetycznych. Brak jednej z helikaz powoduje zespół Blooma – niedobór odporności. Mutacja genu kodującego helikazę (RECQL4) jest odpowiedzialna za zespół Rothmunda-Thomsona. Mutacja w genie kodującym białko WRN wywołuje zespół Wernera – „progerię dorosłych”.